# Kelly Preston
Kelly Preston, née Kelly Kamalelehua Smith, le 13 octobre 1962 à Honolulu, Hawaï (États-Unis) et morte le 12 juillet 2020 à Clearwater Floride, (États-Unis) est une actrice et chanteuse américaine,,.
Elle se faisait parfois appeler Kelly Palzis.

## Biographie

### Jeunesse
Kelly Preston naît le 13 octobre 1962 à Honolulu, Hawaï (États-Unis) y passe sa jeunesse, à l'exception de 15 mois passés en Irak quand elle avait 5 ans, son père collaborant avec le ministère de l'Agriculture. Elle fait ses études à la Punahou School de Honolulu.

### Carrière
Découverte par un photographe de mode à l'âge de 16 ans, Kelly Preston fait quelques campagnes publicitaires et postule pour le premier rôle féminin dans Le Lagon bleu (1980), rôle finalement attribué à Brooke Shields.
Elle a suivi des cours d'art dramatique à l'université du Sud de la Californie.
Elle était membre de la Scientologie[réf. nécessaire].

### Décès
Kelly Preston meurt le 12 juillet 2020 à Clearwater Floride, (États-Unis) d'un cancer du sein contre lequel elle s'est battue pendant plus de deux ans. Sa mort est annoncée par son époux John Travolta le 13 juillet. Elle est crématisée au crématoire de Brooksville[réf. souhaitée].

### Vie familiale
Mariée à :
- Kevin Gage (1985-1987, divorcés),
- John Travolta (du 12 décembre 1991 jusqu'à sa mort le 12 juillet 2020) avec lequel elle a eu 3 enfants :
  - Jett Travolta (1992-2009),
  - Ella Bleu Travolta (née en 2000),
  - Benjamin Travolta (né en 2010).

## Filmographie

### Cinéma
- 1983 : Le Justicier de minuit (10 to Midnight) : Doreen
- 1983 : Metalstorm : La Tempête d'acier (Metalstorm: The Destruction of Jared-Syn) : Dhyana
- 1983 : Christine : Roseanne
- 1985 : Mischief (en) de Mel Damski : Marilyn McCauley
- 1985 : Une amie qui vous veut du bien : Deborah Anne Fimple
- 1986 : Cap sur les étoiles (SpaceCamp) d'Harry Winer : Tish Ambrosei
- 1986 : Paiement cash (52 Pick-Up) : Cini
- 1987 : Cheeseburger film sandwich (Amazon Women on the Moon) : Violet (segment « Titan Man »)
- 1988 : A Tiger's Tale : Shirley Butts
- 1988 : Magie rose (Love at Stake) : Sara Lee
- 1988 : L'Ensorceleuse (en) (Spellbinder) de Janet Greek (en) : Miranda Reed
- 1988 : Jumeaux : Marnie Mason
- 1989 : Les Experts (The Experts) : Bonnie
- 1991 : Run : Karen Landers
- 1992 : Only You (en) : Amanda Hughes
- 1994 : Love Is a Gun : Jean Starr
- 1994 : Double Cross : Vera Blanchard
- 1995 : Mrs. Munck : Young Rose
- 1995 : Où sont les hommes ? (Waiting to Exhale) : Kathleen
- 1996 : Un sujet capital (Citizen Ruth) : Rachel
- 1996 : Une nuit en enfer (From Dusk Till Dawn) : Newscaster Kelly Houge
- 1996 : Sang-froid (Curdled) : Kelly Hogue
- 1996 : Jerry Maguire de Cameron Crowe : Avery Bishop
- 1997 : Addicted to Love : Linda Green
- 1997 : Rien à perdre (Nothing to Lose) : Ann Beam
- 1998 : Jack Frost : Gabby Frost
- 1998 : Welcome to Hollywood : elle-même
- 1999 : Mister G (Holy Man) : Kate Newell
- 1999 : Pour l'amour du jeu (For Love of the Game) : Jane Aubrey
- 2000 : Battlefield Earth - Terre champ de bataille (Battlefield Earth: A Saga of the Year 3000) : Chirk
- 2001 : Daddy and Them : Rose
- 2003 : Hôtesse à tout prix (View from the Top) : Sherry
- 2003 : Ce dont rêvent les filles (What a Girl Wants) : Libby Reynolds
- 2003 : Le Chat chapeauté (The Cat in the Hat) : Mom
- 2004 : Folles Funérailles : Lucy Collins
- 2004 : Return to Sender : Susan Kennan
- 2005 : L'École fantastique (Sky High) de Mike Mitchell : Josie Stronghold / Jetstream
- 2006 : Broken Bridges : Angela Delton
- 2007 : Death Sentence de James Wan : Helen Hume
- 2009 : Les deux font la père : Vicki
- 2010 : La Dernière Chanson (The Last Song) : Kim
- 2010 : From Paris with Love de Pierre Morel : une jeune femme dans la Tour Eiffel (non créditée au générique)
- 2018 : Gotti de Kevin Connolly : Victoria Gotti

### Télévision
- 1980 : Hawaii Five-0 (série télévisée) (1 épisode) : Wendy
- 1982 : Capitol (Capitol) (série télévisée) (1 épisode) : Gillian McCandless
- 1983 : Quincy (série télévisée) (1 épisode) : Ginger Reeves
- 1983 : The Renegades (série télévisée) (1 épisode) : Lisa Primus
- 1983 :  Chips (série télévisée) (1 épisode) : Anna
- 1983 : Lone Star (téléfilm) : Redhead
- 1983 : For Love and Honor (téléfilm) : Mary Lee
- 1983 : For Love and Honor (série télévisée) (12 épisodes) : Mary Lee (1983-1984)
- 1984 : Riptide (série télévisée) (1 épisode) : Sherry Meyers
- 1984 : Tonnerre de feu (série télévisée) (1 épisode) : Amy Braddock
- 1990 : Les contes de la crypte (série télévisée) (saison 2, épisode L'Échange) : Linda
- 1991 : The Perfect Bride (téléfilm) : Laura
- 1993 : The American Clock (téléfilm) : Diana Marleyi
- 1994 : Cheyenne Warrior (téléfilm) : Rebecca Carver
- 1995 : Little Surprises (téléfilm) : Ginger
- 2000 : Bar Hopping (en) (téléfilm) : Bebe
- 2004 : Joey (série télévisée) (épisodes 8 et 9 de la saison 1) : Donna Di Gregorio
- 2008 : Medium (série télévisée) (épisodes 12, 14, 15 et 16 de la saison 4): Meghan Doyle

### Clip
Kelly Preston a tourné dans un clip du groupe Maroon 5 : She Will Be Loved.

## Distinctions

### Récompense
- « Primée » aux Razzie Awards de 2001 comme la pire actrice dans un second rôle (Worst Supporting Actress) pour Battlefield Earth: A Saga of the Year 3000 (2000).

### Nominations
- Nommée aux Razzie Awards de 2004 comme la « pire actrice en second rôle (Worst Supporting Actress) » pour The Cat in the Hat (2003) ;
- Nommée aux Razzie Awards de 2010 comme la « pire actrice en second rôle (Worst Supporting Actress) » pour Les deux font la père (2009).

## Voix françaises
En France
| - Virginie Ledieu dans : - Une nuit en enfer - Death Sentence - Gotti - Danièle Douet dans : - Le Chat chapeauté - The Tenth Circle (téléfilm) - Les deux font la père - Françoise Cadol dans : - Jack Frost - Mister G. | et aussi - Isabelle Ganz dans Une amie qui vous veut du bien - Laurence Crouzet dans Paiement cash - Virginie Méry dans Cheeseburger film sandwich - Kelvine Dumour dans Jumeaux - Véronique Rivière dans Les Contes de la Crypte (série télévisée) - Brigitte Aubry dans The American Clock (téléfilm) - Catherine Le Hénan dans Jerry Maguire - Isabelle Gardien dans Pour l'amour du jeu - Véronique Alycia dans Medium (série télévisée) - Laurence Dourlens dans L'École fantastique |